# Альшаин
Альшаи́н (β Aql/Бета Орла) — тройная звезда в созвездии Орла. Традиционное название восходит к персидско-арабскому термину الشاهين aš-šāhīn, означающему «сапсан» или «охотничий сокол». Звезда является компонентом астеризма Коромысло весов. Звёздная величина Альшаина составляет 3,71, спектральный класс звезды — G8IV. Бета Орла удалена от Земли приблизительно на 44,7 световых года. Это оранжевый субгигант, масса которого составляет 1,3 массы Солнца. Звезда находится на пути превращения в красный гигант.

## β Орла B
Компаньоном Альшаина является звезда с видимым блеском 11,4. Это красный карлик, относящийся к спектральному классу M3. Масса его равна 0,3 массы Солнца. Радиус в 4.6 раз меньше солнечного. Светимость слабее солнечной примерно в 225 раз, температура поверхности - около 3200 К.

## β Орла C
Звезда с видимым блеском +10,5. Светимость составляет 0.01 солнечной.